# Восточный (район Москвы)
Райо́н Восто́чный (или просто Восточный) — район города Москвы, расположенный в Восточном административном округе.
Включает в себя бывшие посёлки Восточный и Акулово. Району соответствует внутригородское муниципальное образование муниципальный округ Восточный.

## География
Географическое расположение
Район Восточный расположен в двух—трёх километрах к востоку от МКАД на Щёлковском шоссе, в 5 километрах от станции метро «Щёлковская», граничит с городским округом Балашиха Подмосковья. Посёлок Акулово расположен примерно в 20 километрах к северо-востоку от МКАД на берегу Учинского водохранилища недалеко от реки Клязьмы, граничит с городскими округами Пушкинский и  Мытищи Московской области. Посёлки Восточный и Акулово соединены водоканалом и закрытой автодорогой (проезд по пропускам, проход на большей части свободный; участок дороги, находящийся между Ярославским и Монинским направлениями МЖД, выведен из эксплуатации, железнодорожные переезды закрыты).
Планировка
Основная населённая часть Восточного — северная, с основными улицами Главная, Девятого мая, Южная, Западная и Хвойная. Эта часть расположена вблизи Щёлковского шоссе, но отделена от него полосой домов села Щитниково, входящего в состав Балашихи. Основной въезд в район с Щёлковского шоссе в северной части, имеется также вход с шоссе на Западную улицу.
Западную часть занимает водопроводная станция, восточную — насосная станция и территория водозабора. К водопроводной станции проведена железнодорожная ветка от станции Стройка вдоль главного пути ветки на Балашиху, на юге посёлка в начале 2000-х годов от неё отходила ветка к насосной станции, разобранная к 2013 году. На Западной улице есть железнодорожный переезд.
Жилой фонд района составляет 217 тысяч м² (2008 г.). Большая часть посёлка застроена 3—4-этажными домами, в восточной части — несколько 9—17-этажных домов. Южная часть посёлка занята садовыми участками ТСН "Труженик".

## История
Посёлок Восточный создавался для обслуживания Восточной (Сталинской) водопроводной станции (введена в эксплуатацию 16 июля 1937 г.). 6 июня 1939 года Указом Президиума Верховного Совета РСФСР населённый пункт при водопроводной станции был отнесён к категории рабочих посёлков с присвоением ему наименования «Сталинский Посёлок», создан Сталинский поселковый совет депутатов трудящихся города Москвы. 18 августа 1960 года Указом Президиума Верховного Совета РСФСР Сталинский поселковый Совет переведён в подчинение Балашихинского района (который, как и другие районы Московской области, находившиеся на территории лесопаркового защитного пояса города Москвы, тем же указом был подчинён Мосгорсовету). 10 ноября 1961 года рабочий посёлок Сталинский переименован в рабочий посёлок Восточный, а поселковый Совет Указом Президиума Верховного Совета РСФСР от 11 ноября того же года переподчинён Первомайскому райсовету города Москвы.
Посёлок Акулово создавался для обслуживания Акуловского гидротехнического узла.

## Население
| 1959    | 1970    | 1979    | 1989    | 2002    | 2010    | 2011    |
| ------- | ------- | ------- | ------- | ------- | ------- | ------- |
| 6587    | ↗7750   | ↗8720   | ↗9791   | ↗12 700 | ↘12 327 | ↗12 361 |
| 2012    | 2013    | 2014    | 2015    | 2016    | 2017    | 2018    |
| ↗12 427 | ↗12 578 | ↗12 861 | ↗12 967 | ↗13 363 | ↗13 557 | ↗13 631 |
| 2019    | 2020    | 2021    | 2023    | 2024    |         |         |
| ↗13 689 | ↗13 752 | ↘12 822 | ↗12 906 | ↘12 454 |         |         |

### Национальный состав
По итогам переписи населения 2020 года проживали следующие национальности (национальности менее 0,1 % и другое, см. в сноске к строке «Другие»):
| Национальность | Численность, чел. | Доля     |
| -------------- | ----------------- | -------- |
| Русские        | 11 549            | 90,07 %  |
| Татары         | 133               | 1,04 %   |
| Таджики        | 91                | 0,71 %   |
| Армяне         | 66                | 0,51 %   |
| Украинцы       | 56                | 0,44 %   |
| Узбеки         | 39                | 0,30 %   |
| Киргизы        | 31                | 0,24 %   |
| Азербайджанцы  | 29                | 0,23 %   |
| Белорусы       | 27                | 0,21 %   |
| Евреи          | 16                | 0,12 %   |
| Другие         | 785               | 6,13 %   |
| Итого          | 12 822            | 100,00 % |

## Местное самоуправление
В районе Посёлок Восточный (как и в других районах Москвы) параллельно действуют органы власти — управа района и органы местного самоуправления. Глава управы со 2 февраля 2022 года — Хрулёв Александр Павлович. Глава муниципального округа Восточный — Лебедева Наталья Николаевна. Муниципальное собрание состояло из 10 депутатов, сформировано 6 марта 2012 года. Затем ТИК района Посёлок Восточный снял полномочия одного депутата 19.11.2012 в связи с заявлением по собственному желанию.

## Экономика
Промышленность

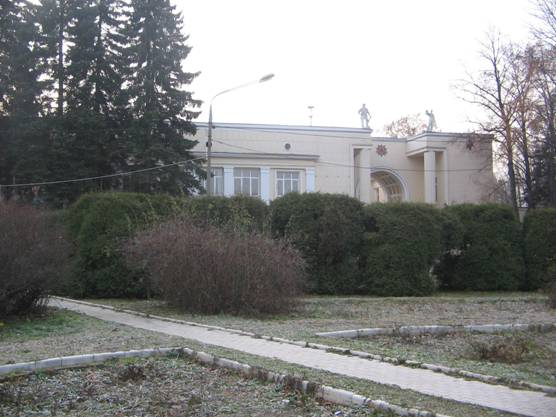
Посёлок Восточный. Здание Восточной водопроводной станции.

Основное предприятие Восточного — Восточная станция водоподготовки АО «Мосводоканал», а посёлка Акулово — Акуловский гидротехнический узел. Раньше в Восточном существовала также фабрика рабочей одежды.
Транспорт
Непосредственно из Восточного ходят автобусы (маршруты № е66, № е66к) к станции метро «Щёлковская» и далее к станции метро «Сокольники», от Акулово — маршрутки к платформе Мамонтовская Ярославского направления Московской железной дороги и маршрутное такси до станции метро «Медведково». Между Акулово и Восточным два раза в неделю ходит прямой автобус, однако добираться от Акулова до Восточного неудобно.
Транспортная инфраструктура известна своей несвязностью ни с Москвой ни с соседним районом Янтарный (Балашиха). Имеется только одна дорога — Щёлковское шоссе или А103 в Федеральном подчинении. Всего 4 полосы (две в Москву, две в Московскую область).
Так же известно о нескольких транспортных казусах:
- с 2010 до 2022 на остановке храм [35](Западная улица, д1) нет кармана для остановки автобуса,точнее карман есть, но остановка находится до него, в результате автобусы останавливаются на проезжей части.
- нет выделенной полосы для общественного транспорта на Щелковком шоссе,
- нет прямого автомобильного сообщения с Балашихой ни с мкрн. Янтарный ни с Мкрн.Щитниково - только через Щёлковское шоссе.

Кроме того по Щёлковскому шоссе ходит большое число пригородных маршрутов, которые совершают остановки рядом с районом.

## Образование, культура, спорт
В районе действуют две школы — № 664 («красная школа», с гимназическими классами), № 1748 "Вертикаль" корпус 7 (быв. «белая школа» 1021), больница, баня, стадион и прочие объекты социальной инфраструктуры, а также храм великомученика Димитрия Солунского на Западной улице.

## Парки и скверы
В Восточном располагаются парк «Южный» (8 Га) и несколько скверов — сквер у прихода храма Великомученика Димитрия Солунского (0,51 Га), мемориальный сквер на улице Главная (0,4 Га), сквер «Брошенный сад» (1,3 Га), а также пешеходная зона по улице Главная (1,21 Га).
Парк «Южный» — единственный парк в посёлке Восточный. Располагается между улицами Западная и 9 Мая. Отличается развитой инфраструктурой: в парке есть летняя сцена, площадка для выгула собак, парковка. В 2017 в «Южном» появился скейт-парк площадью 300 квадратных метров, а также детская площадка с батутом и тарзанкой. Зимой работает каток с искусственным льдом. В 2018-2019 годах парк был обновлён по программе столичного благоустройства «Мой район».
Сквер «Брошенный сад» находится на пересечении улиц Главная и 9 Мая. Когда-то на этом месте были ясли, потом детский сад, который снесли. В 2010-х годах здесь предполагалось построить магазин в шаговой доступности, но жители отстояли зелёную зону. В 2012 году сквер пережил первое серьёзное благоустройство: его обнесли забором, поставили лавочки и беседку, высадили новые деревья и кустарники. Вторая очередь работ прошла в 2015 году: тоже же в сквере появилась доминанта — скульптурная группа «Медведи».
Сквер у прихода храма Великомученика Димитрия Солунского — зелёная зона, прилегающая к церкви (отделена от неё забором) и культурному центру «Арт-кластер «Восток». Проходит вдоль улицы Западная и тянется параллельно улице Главная. В 2016 году в сквере со стороны храма была восстановлена историческая еловая аллея: высадили 46 саженцев голубых елей, которые были высажены там в послевоенные годы, но в 2010 году уничтожены жуком-короедом и вырублены.
Мемориальный сквер на улице Главная (между домами №№1-29) — озеленённое пространство с доминантой в виде мемориального комплекса «Вечная слава воинам, погибшим в годы Великой Отечественной войны 1941-1945». Памятник представляет собой гранитную дугу, символизирующую братскую могилу с установленными на ней памятными щитами. Территория, прилегающая к памятнику, предназначена для спокойного отдыха.
Бульвар по улице Главная — главное пешеходное пространство посёлка Восточный. В 2018 году улицу реконструировали: проезжую часть расширили до трёх полос, сделали полноценные тротуары. Бульвар упирается в Управление Восточной водопроводной станции. Площадь перед ним украшает старый фонтан (находится в нерабочем состоянии).

## Фотогалерея

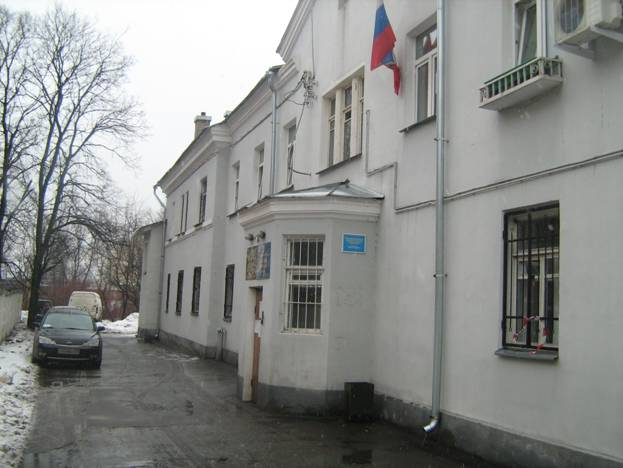
Здание районной управы и муниципалитета
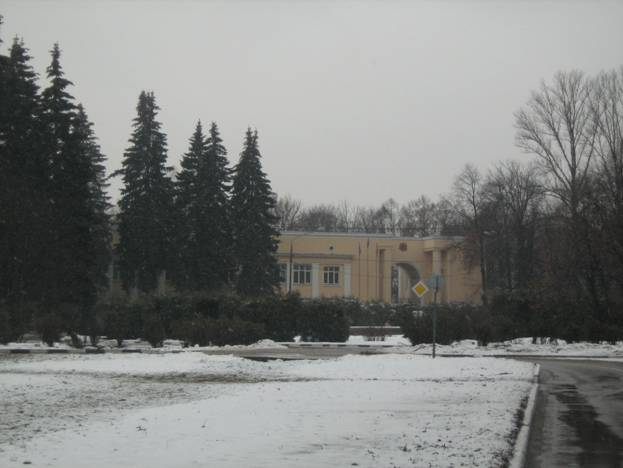
Здание Восточной водопроводной станции
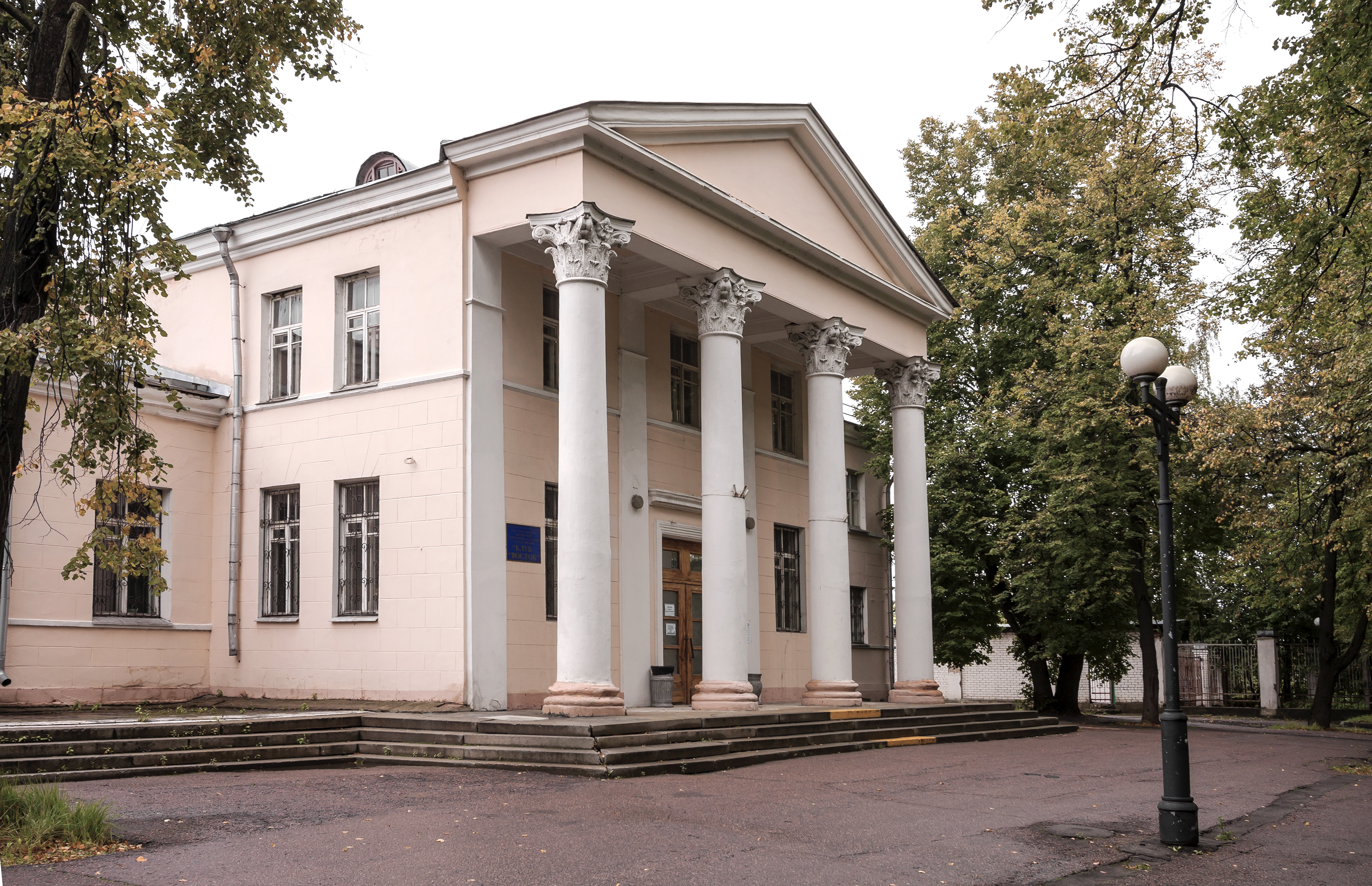
Клуб (Дом Культуры "Восток") ул. Западная, дом 1
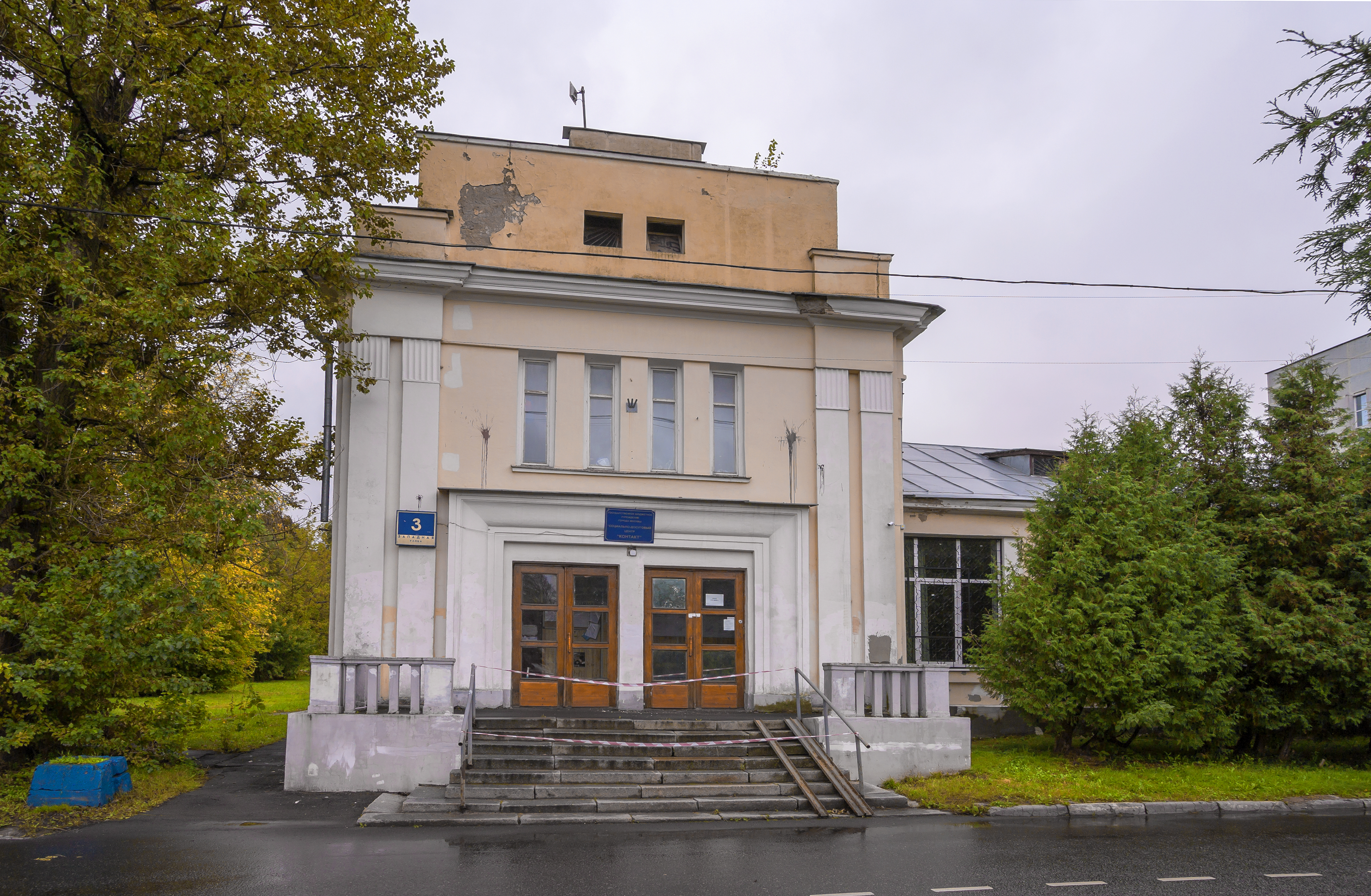
ГБУ "Социально-досуговый центр "КОНТАКТ", ул. Западная, дом 3
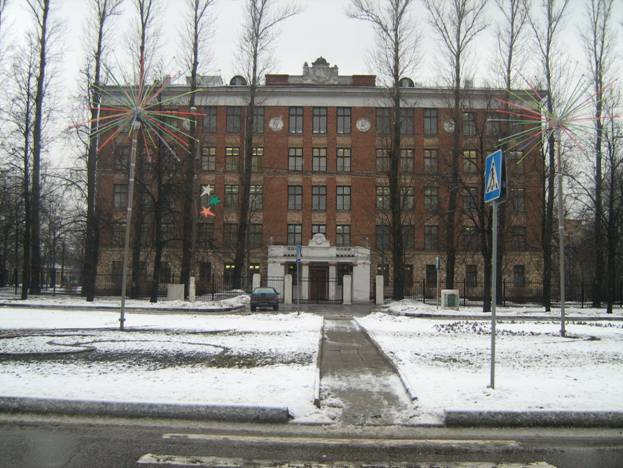
«Красная школа» (№ 664)
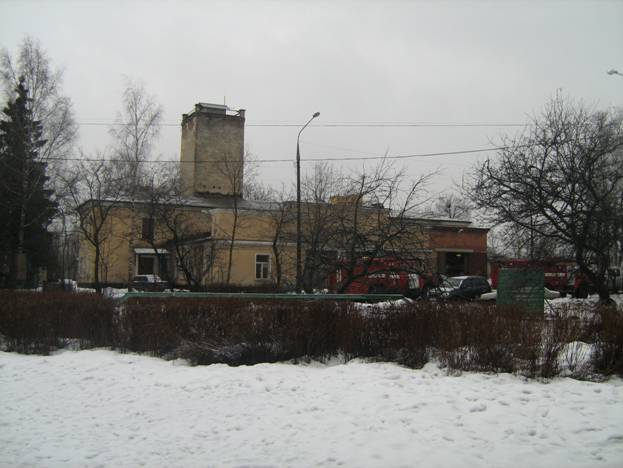
Здание пожарной части
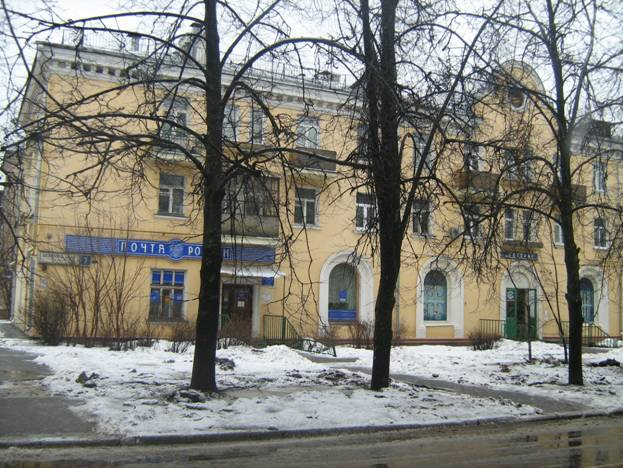
Здание почты
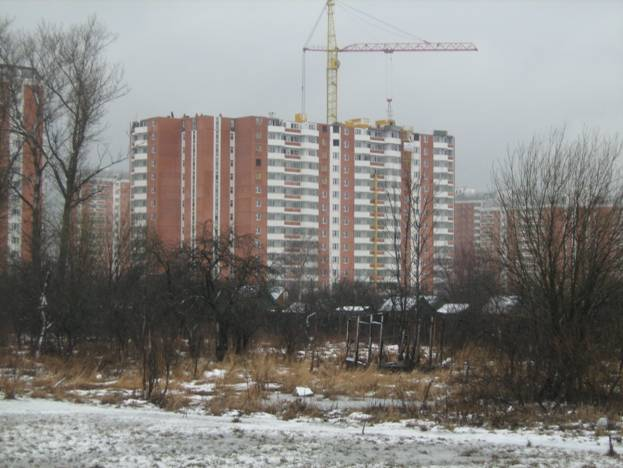
Новостройка в соседнем с посёлком микрорайоне Янтарном.